# 라팅엔

라팅엔의 문장

라팅엔(Ratingen)은 독일 노르트라인베스트팔렌주의 도시이다. 뒤셀도르프에서 북동쪽으로 12km 떨어져 있다.

## 역사
849년 이전부터 사람이 정착했으며 1815년 프로이센 왕국의 일부가 되었다.
제2차 세계 대전 중에는 다른 곳에 비해 비교적 적은 타격을 입었고 1960년대와 1970년대에 성장과 발전을 경험했다. 보다폰, 휴렛패커드 등 중요한 국제 회사들이 라팅엔에 본부 또는 지부를 가지고 있다.